# Vangama steneosaura
Vangama steneosaura är en insektsart som beskrevs av William Lucas Distant 1908. Vangama steneosaura ingår i släktet Vangama och familjen dvärgstritar. Inga underarter finns listade i Catalogue of Life.